# Plounéour-Ménez
 Plounéour-Ménez  (en bretón Plouneour-Menez) es una población y comuna francesa, situada en la región de Bretaña, departamento de Finisterre, en el distrito de Morlaix y cantón de Saint-Thégonnec.

## Demografía
| 1518 | 1396 | 1208 | 1211 | 1100 | 1165 |
| Para los censos de 1962 a 1999 la población legal corresponde a la población sin duplicidades (Fuente: INSEE [Consultar]) |      |      |      |      |      |